# Ковариант Фробениуса
Коварианты Фробениуса квадратной матрицы {\displaystyle A} — специальные многочлены, а именно проекторы {\displaystyle A_{i}}, связанные с собственными значениями и векторами матрицы {\displaystyle A}. Коварианты названы именем немецкого математика Фердинанда Фробениуса.
Каждый ковариант является проектором на собственное пространство, связанное с собственным значением {\displaystyle \lambda _{i}}.
Коварианты Фробениуса являются коэффициентами формулы Сильвестра, которая выражает матричную функцию {\displaystyle f(A)} как матричный многочлен.

## Формальное определение
Пусть A будет диагонализируемой матрицей с собственными значениями {\displaystyle \lambda _{1},\dots ,\lambda _{k}}.
Ковариант Фробениуса {\displaystyle A_{i}} для {\displaystyle i=1,\dots ,k} — это матрица
{\displaystyle A_{i}\equiv \prod _{j=1 \atop j\neq i}^{k}{\frac {1}{\lambda _{i}-\lambda _{j}}}(A-\lambda _{j}E)~.}
По существу, это многочлен Лагранжа с матрицей в качестве аргумента. Если собственное значение {\displaystyle \lambda _{i}} простое, то, как матрица проецирования, не меняющая одномерного пространства, {\displaystyle A_{i}} имеет единичный след.

## Вычисление ковариантов

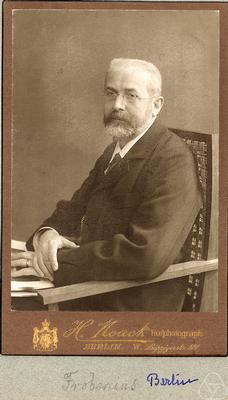
Фердинанд Георг Фробениус (1849—1917), немецкий математик, известный своим вкладом в теорию эллиптических функций, теорию дифференциальных уравнений и, позднее, в теорию групп.

Коварианты Фробениуса матрицы {\displaystyle A} могут быть получены из любого спектрального разложения матрицы {\displaystyle A=SDS^{-1}}, где {\displaystyle S} не вырождена, а {\displaystyle D} — диагональная матрица с {\displaystyle D_{ii}=\lambda _{i}}.
Если {\displaystyle A} не имеет кратных собственных значений, то пусть {\displaystyle c_{i}} будет {\displaystyle i}-м правым собственным вектором матрицы {\displaystyle A}, то есть {\displaystyle i}-м столбцом матрицы {\displaystyle S}. Пусть {\displaystyle r_{i}} будет {\displaystyle i}-м левым собственным вектором {\displaystyle A} ({\displaystyle i}-й строкой матрицы {\displaystyle S^{-1}}). Тогда {\displaystyle A_{i}=c_{i}r_{i}}.
Если {\displaystyle A} имеет кратное собственное значение {\displaystyle \lambda _{i}}, то {\displaystyle A_{i}=\sum _{j}{c_{j}r_{j}}}, где суммирование ведётся по всем строкам и столбцам, связанным с собственным значением {\displaystyle \lambda _{i}}.

## Пример
Рассмотрим матрицу {\displaystyle 2\times 2}
{\displaystyle A={\begin{bmatrix}1&3\\4&2\end{bmatrix}}.}
Матрица имеет два собственных значения: {\displaystyle 5} и {\displaystyle -2}. Следовательно, {\displaystyle (A-5)(A+2)=0}.
Соответствующее собственное разложение есть
{\displaystyle A={\begin{bmatrix}3&1/7\\4&-1/7\end{bmatrix}}{\begin{bmatrix}5&0\\0&-2\end{bmatrix}}{\begin{bmatrix}3&1/7\\4&-1/7\end{bmatrix}}^{-1}={\begin{bmatrix}3&1/7\\4&-1/7\end{bmatrix}}{\begin{bmatrix}5&0\\0&-2\end{bmatrix}}{\begin{bmatrix}1/7&1/7\\4&-3\end{bmatrix}}.}
Следовательно, коварианты Фробениуса, явственно являющиеся проекторами, есть
{\displaystyle {\begin{array}{rl}A_{1}&=c_{1}r_{1}={\begin{bmatrix}3\\4\end{bmatrix}}{\begin{bmatrix}1/7&1/7\end{bmatrix}}={\begin{bmatrix}3/7&3/7\\4/7&4/7\end{bmatrix}}=A_{1}^{2}\\A_{2}&=c_{2}r_{2}={\begin{bmatrix}1/7\\-1/7\end{bmatrix}}{\begin{bmatrix}4&-3\end{bmatrix}}={\begin{bmatrix}4/7&-3/7\\-4/7&3/7\end{bmatrix}}=A_{2}^{2}~,\end{array}}}
при этом
{\displaystyle A_{1}A_{2}=0,\qquad A_{1}+A_{2}=E~.}
Заметим, что {\displaystyle \mathrm {tr} A_{1}=\mathrm {tr} A_{2}=1}, что и требуется.